# Sean Woodson
Sean Woodson (6 de junio de 1992, San Luis, Estados Unidos) es un artista marcial mixto estadounidense que compite en la división de peso pluma del Ultimate Fighting Championship.

## Antecedentes
El padre de Sean Woodson fue la inspiración que impulsó su carrera de boxeador, ya que su padre veía los combates con su hijo, desarrollando su pasión por el boxeo. Su madre tenía otras ideas y llevó a Sean al pediatra a la edad de 8 años, pidiéndole que le explicara los peligros del boxeo. En cambio, el médico le dijo que, con un casco, el boxeo es en realidad más seguro que muchos otros deportes como el fútbol o el hockey. La madre de Sean le llevó entonces al gimnasio, donde se enamoró de este deporte.
Woodson creció en North County, tuvo su primera pelea amateur a los 8 años y llegó a tener un récord amateur de 46-3. Tras un grave accidente de coche a los 16 años, acabó viviendo en el gimnasio Hit Squad de Matt Hughes en Granite City. Allí se inició en las artes marciales mixtas.

## Carrera en las artes marciales mixtas

### Carrera temprana
En su debut en las MMA en RFA 44, Woodson se enfrentó a Kevin Brown Jr. y lo sometió en el primer asalto. En el Shamrock FC 283 derrotó a Coltin Cole por TKO en el primer asalto. Luego, en el Shamrock FC 290, Woodson se enfrentó a Rashard Lovelace y lo derrotó por decisión unánime. También derrotó a Seth Basler en el Shamrock FC 295 por decisión unánime. Woodson derrotó a Lovelace por segunda vez por decisión unánime en el Shamrock FC 311 para conseguir su tercera victoria por decisión como profesional.
Con 5 días de antelación y teniendo que recortar 24 libras en ese lapso de tiempo, Woodson apareció en el Dana White's Contender Series 21, donde se enfrentó a Terrance McKinney y lo derrotó por TKO en el segundo asalto para ganarse un contrato con la UFC.

### Ultimate Fighting Championship
Woodson hizo su debut promocional contra Kyle Bochniak el 18 de octubre de 2019 en UFC on ESPN: Reyes vs. Weidman. Ganó el combate por decisión unánime.
Se esperaba que Woodson se enfrentara a Kyle Nelson el 27 de junio de 2020 en UFC on ESPN: Poirier vs. Hooker. Nelson tuvo que retirarse del combate por problemas de visa, por lo que fue sustituido por Julian Erosa. Perdió el combate por sumisión en el tercer asalto.
Woodson estaba programado para enfrentarse a Jonathan Pearce el 28 de noviembre de 2020 en UFC on ESPN: Smith vs. Clark. Sin embargo, Woodson se retiró una semana antes del evento por motivos desconocidos y fue sustituido por Kai Kamaka III.
Woodson se enfrentó a Youssef Zalal el 5 de junio de 2021 en UFC Fight Night: Rozenstruik vs. Sakai. Ganó el combate por decisión dividida.
Woodson se enfrentó a Collin Anglin el 13 de noviembre de 2021 en UFC Fight Night: Holloway vs. Rodríguez. Ganó el combate por TKO en el primer asalto.

## Récord en artes marciales mixtas
| Resultado | Récord | Oponente          | Método                                     | Evento                                  | Fecha                    | Ronda | Tiempo | Localización          | Notas                                                                         |
| --------- | ------ | ----------------- | ------------------------------------------ | --------------------------------------- | ------------------------ | ----- | ------ | --------------------- | ----------------------------------------------------------------------------- |
| Victoria  | 12-1-1 | Alex Caceres      | Decisión (unánime)                         | UFC on ESPN: Lewis vs. Nascimento       | 11 de mayo de 2024       | 3     | 5:00   | San Luis, Misuri      |                                                                               |
| Victoria  | 11-1-1 | Charles Jourdain  | Decisión (dividida)                        | UFC 297                                 | 20 de enero de 2024      | 3     | 5:00   | Toronto, Ontario      |                                                                               |
| Victoria  | 10-1-1 | Dennis Buzukja    | Decisión (unánime)                         | UFC on ESPN: Sandhagen vs. Font         | 5 de agosto de 2023      | 3     | 5:00   | Nashville, Tennessee  | Pelea de peso Pactado (146,5 libras); Buzukja perdió el peso.                 |
| Empate    | 9-1-1  | Luis Saldaña      | Empate (dividido)                          | UFC 278                                 | 20 de agosto de 2022     | 3     | 5:00   | Salt Lake City, Utah  | A Saldaña se le descontó un punto en la ronda 1 debido a un rodillazo ilegal. |
| Victoria  | 9-1    | Collin Anglin     | TKO (golpes al cuerpo)                     | UFC Fight Night: Holloway vs. Rodríguez | 13 de noviembre de 2021  | 1     | 4:30   | Las Vegas, Nevada     |                                                                               |
| Victoria  | 8-1    | Youssef Zalal     | Decisión (dividida)                        | UFC Fight Night: Rozenstruik vs. Sakai  | 5 de junio de 2021       | 3     | 5:00   | Las Vegas, Nevada     |                                                                               |
| Derrota   | 7-1    | Julian Erosa      | Sumisión (estrangulamiento D'Arce)         | UFC on ESPN: Poirier vs. Hooker         | 27 de junio de 2020      | 3     | 2:44   | Las Vegas, Nevada     | Combate de peso acordado (150 libras).                                        |
| Victoria  | 7-0    | Kyle Bochniak     | Decisión (unánime)                         | UFC on ESPN: Reyes vs. Weidman          | 18 de octubre de 2019    | 3     | 5:00   | Boston, Massachusetts |                                                                               |
| Victoria  | 6-0    | Terrance McKinney | KO (rodilla voladora)                      | Dana White's Contender Series 21        | 23 de julio de 2019      | 2     | 1:49   | Las Vegas, Nevada     |                                                                               |
| Victoria  | 5-0    | Don'Tale Mayes    | Decisión (unánime)                         | Shamrock FC 311                         | 2 de noviembre de 2018   | 3     | 5:00   | San Luis, Misuri      | Combate de peso ligero.                                                       |
| Victoria  | 4-0    | Seth Basler       | Decisión (unánime)                         | Shamrock FC 295                         | 22 de septiembre de 2017 | 3     | 5:00   | San Luis, Misuri      | Debut en el peso pluma.                                                       |
| Victoria  | 3-0    | Rashard Lovelace  | Decisión (unánime)                         | Shamrock FC 290                         | 2 de junio de 2017       | 3     | 5:00   | San Luis, Misuri      | Debut en el peso ligero.                                                      |
| Victoria  | 2-0    | Coltin Cole       | TKO (golpes)                               | Shamrock FC 283                         | 28 de enero de 2017      | 1     | 2:38   | San Luis, Misuri      | Debut en el peso medio.                                                       |
| Victoria  | 1-0    | Kevin Brown Jr.   | Sumisión (estrangulamiento por guillotina) | RFA 44                                  | 30 de septiembre de 2016 | 1     | 1:42   | St. Charles, Misuri   | Combate de peso acordado (180 libras).                                        |